# Stob Choire Claurigh
Stob Choire Claurigh (gael. Stob Choire Clamhraidh, wym. [ˈs̪t̪op ˈxɔɾʲə ˈklˠ̪ãũɾɪ]) – szczyt w paśmie Ben Nevis, w Grampianach Zachodnich. Leży w Szkocji, w regionie Highland. 